# Mushi Production

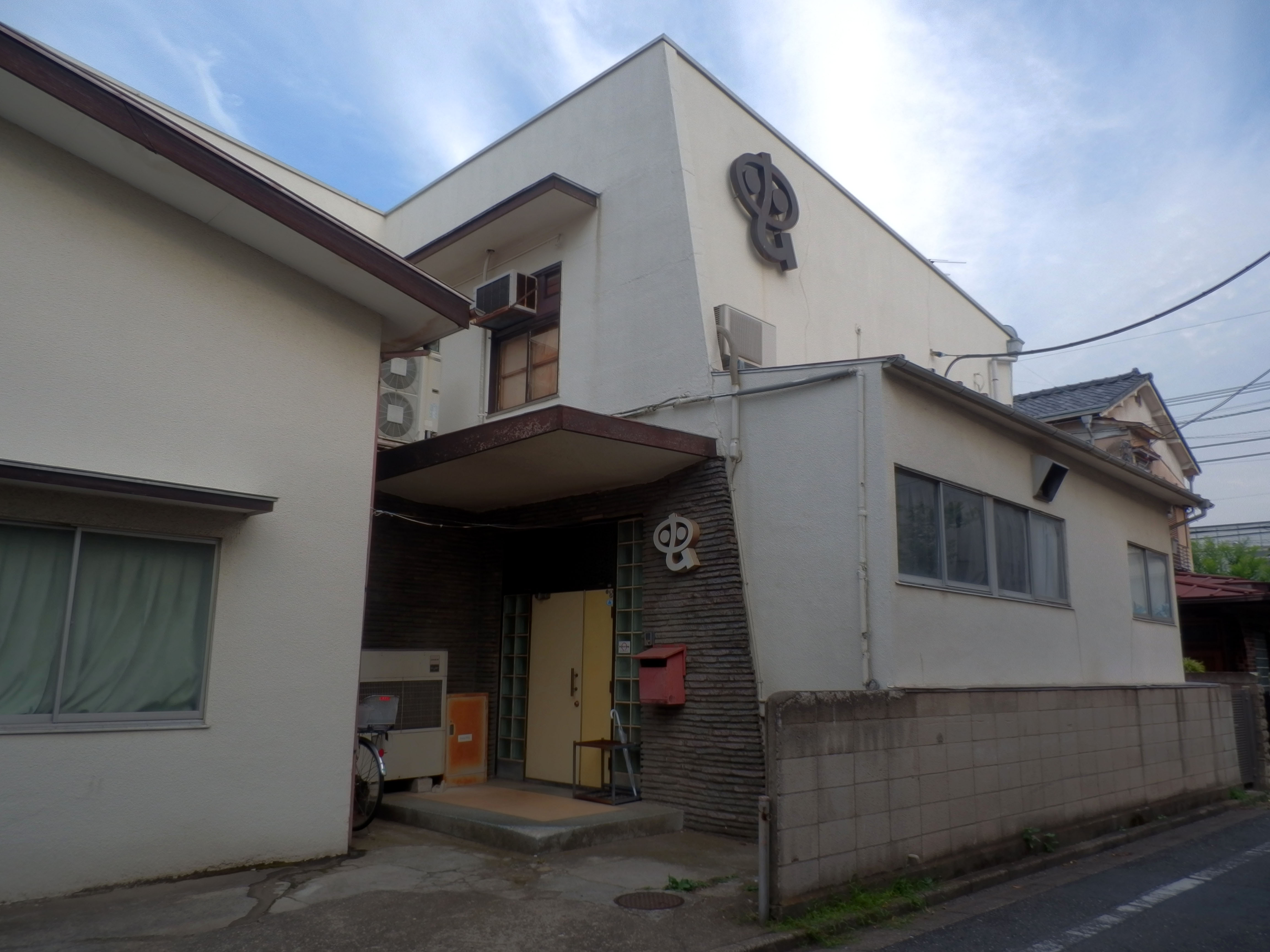
Studiogebäude von Mushi Production in Tokio, 2013

Mushi Production, kurz auch Mushi Pro, ist ein japanisches Anime-Studio, das 1961 von Osamu Tezuka gegründet wurde. Es bestand zunächst bis 1973, als es wegen Überschuldung in Konkurs gehen musste. 1977 wurde es von Tezuka Productions neu gegründet.

## Studiogeschichte
Das ursprüngliche K. K. Mushi Production (jap. 株式会社虫プロダクション, Kabushiki-gaisha Mushi Purodakushon) wurde im Juni 1961 von Osamu Tezuka in Konkurrenz zu Toei Animation gegründet, zunächst noch als Tezuka Dōga Production (手塚動画プロダクション, dt. „Animationsproduktion Tezuka“). Im Januar 1962 nannte man es in Mushi Production um, was sich auf Tezukas Vorliebe für Insekten (mushi) und das Kanji für jene in seinem Namen zurückführen lässt. Zu den ersten Produktionen des Studios gehörten der 38-minütige Farbfilm Aru Machikado no Monogatari, der auf dem Mainichi-Filmwettbewerb den Ōfuji-Noburō-Preis gewann, der ungefähr zweiminütige Film Osu sowie die erste Folge von Astro Boy, basierend auf dem gleichnamigen Manga von Tezuka. Alle drei Produktionen wurden im November 1962 erstmals einem Publikum vorgeführt. Unter den Mitarbeitern waren viele, die Tezuka von Tōei abgeworben hatte und die entsprechend bereits Knowhow mitbrachten. Bei Tezuka wurden sie deutlich besser bezahlt und mussten für vieles – wie ein zusätzliches Budget für Mittagessen – nicht wie bei Tōei zuvor erst streiken. Der Stab von zunächst fünf Leuten vergrößerte sich bis Ende 1961 rasch auf 20 bis 30 Mitarbeiter.
Am 1. Januar 1963 lief die erste, schwarzweiße Folge von Astro Boy, der ersten Anime-Fernsehserie mit halbstündigen Folgen, im japanischen Fernsehen. Die Serie wurde bis Dezember 1966 ausgestrahlt und umfasst 193 Episoden. Astro Boy entwickelte sich in Japan zu einem Riesenerfolg und lief bereits 1964 auf ausländischen Fernsehsendern. Bei der Produktion entwickelte das Studio einen einfachen, aus Tezukas Charakterdesigns und den Erfahrungen von Tōei Animation entwickelten Stil der Limited Animation, um die notwendige schnelle und günstige Produktion zu ermöglichen. Damit prägte das Studio auch die nachfolgenden Konkurrenzproduktionen und das Aussehen von Anime auf lange Zeit. Es folgte die 92-teilige Serie Ginga Shōnen Tai ab April 1963. Bei der Stop-Motion-Produktion des Takeda-Puppentheaters steuerte Mushi Production Zeichentrickszenen und Hintergründe bei. 1964 hatte das Studio genug Mitarbeiter, um parallel an drei Projekten zu arbeiten, musste zugleich aber auch Arbeiten an andere Studios auslagern. Durch die vielfältigen möglichen Arbeiten erhielt das Studio in der Zeit den Ruf der „Talent-Farm“ (jinsai bokujo), in der junge Animatoren ihre Fähigkeiten trainieren konnten. Der 52 Episoden umfassende, auf einem Manga von Tezuka basierende Anime Kimba, der weiße Löwe, der seine Erstausstrahlung am 6. Oktober 1965 feierte, war die erste farbige Fernsehserie Japans. Weitere erfolgreiche oder wichtige Produktionen des Studios waren Ribon no Kishi (1967), Die Mumins (1969), Cleopatra (1970), Ashita no Joe (1970), Pixi in Wolkenkuckucksheim (1971), Umi no Triton (1972) und Wansa-kun (1973). Ab 1969 folgten zusätzlich erotische Filme für ein erwachsenes Publikum: Senya ichiya Monogatari und Cleopatra und die tollen Römer, die jedoch beide ihre Kosten nicht einspielten.
Trotz der reduzierten und effektiveren Animationen musste das Studio Arbeit an andere Firmen weitergeben. Dennoch waren Fertigstellungstermine oft nur mit vielen Überstunden zu halten. Die erfolgreichen Serien wurden nicht nur ins Ausland verkauft, sondern auch von japanischen Sponsoren unterstützt und spielten über Merchandising zusätzliche Einnahmen ein. Dennoch konnten die Kosten nicht gedeckt werden, da die Folgen deutlich unter Produktionswert an die Sender verkauft wurden – bei Astro Boy nur ein fünftel der Kosten. Aus diesem von Anfang an zu tief angesetzten Preisniveau kam das Studio und auch der Rest der Branche nicht wieder heraus. So wurde die laufende Produktion stets mit Einnahmen aus neuen Verträgen gedeckt und die Firma häufte Schulden an. Tezuka, so hieß es bei den Mitarbeitern, habe zu wenig Geschäftssinn, könne das Unternehmen dieser Größe nicht führen und folge mehr seinen künstlerischen Ansprüchen. Der Manager Kaoru Anami versuchte die Firma finanziell besser aufzustellen, indem er die Serien auch mit einem Themenpark vermarktet und die Verfilmung von Werken anderer Künstler annimmt. Sein Tod 1966 setzte dem jedoch ein Ende. Als Tezuka 1971 als Vorsitzender zurücktrat, machte der damit den Weg frei um auch Mangas von anderen Zeichnern zu adaptieren. Schließlich musste das Studio dennoch unter der Last von 220 Millionen Yen Schulden 1973 Konkurs anmelden. 1968 hatte er Tezuka Production gegründet, das im Gegensatz zu Mushi Production Manga als Geschäftsfeld hatte, aber ab 1971 mit Fushigi na Melmo auch Anime produzierte und die Lizenzen an seinen Werken verwaltete. Seit Gründung von Tezuka Production entstanden die Verfilmungen seiner Mangas bei Mushi Production im Auftrag des Lizenzverwalters, der die Rechte an den Animes hielt und sie damit über den Konkurs des Studios rettete.
Viele bekannte Animatoren, Mangaka und Regisseure haben in den 1960er und 1970er Jahren bei Mushi Production gearbeitet, darunter Shingo Araki, Shinji Nagashima, Akihiro Kaneyama, Hisashi Sakaguchi, Ryōsuke Takahashi, Yoshiyuki Tomino, Yoshikazu Yasuhiko und Rintaro. Aus den beim Studio arbeitenden Mitarbeitern sind nach deren Konkurs, aber auch schon durch Weggang wegen schlechter Arbeitsbedingungen zuvor, viele weitere Studios hervorgegangen. Auch die von Mushi Production verursachte deutlich gestiegene Nachfrage nach Zuarbeiten zu den Prodtionen, die in dem für Fernsehen benötigten Mengen nicht vom Studio selbst zu bewältigen waren, bot die Grundlage für die Entstehung mehrerer neuer Animestudios in den 1960er Jahren. Zu den bedeutendsten, von Mitarbeitern des geschlossenen Mushi Production gegründeten Studios gehört Sunrise. Dort wurde die Zusammenarbeit mit Sponsoren, insbesondere aus der Spielzeugindustrie, intensiviert, um finanzielle Nöte wie bei Mushi Production zu verhindern.
Im November 1977 wurde das neue Mushi Production K. K. (虫プロダクション株式会社, Mushi Purodakushon Kabushiki-gaisha) gegründet, das Anime für das Kino produziert und die Rechte an den Produktionen des alten Mushi Production verwaltet, die es alle von Tezuka übernahm.

## Produktionen

### Fernsehserien
- 1963: Astro Boy
- 1963: Ginga Shōnentai
- 1966: Jungle Taitei Susume Leo
- 1967: Choppy und die Prinzessin
- 1968: Animal 1
- 1969: Dororo to Hyakkimaru
- 1970: Ashita no Joe
- 1971: Fushigi na Melmo
- 1971: Pixi im Wolkenkuckucksheim
- 1980: Tetsuwan Atom

### Weitere Anime-Produktionen
- 1962: Aru Machikado no Monogatari (Film)
- 1964: Tetsuwan Atom Uchu no Yusha (Film)
- 1970: Cleopatra und die tollen Römer (Film)
- 1973: Belladonna of Sadness (Film)
- 1979: Hokkyoku no Mūshika Miishika (Film)
- 1988: Hi no Ame ga Furu (Film)
- 1989: Akai Kiba Blue Sonnet (OVA)
- 2003: Asu o Tsukutta Otoko: Tanabe Sakurō to Biwa-ko Sosui (Film)

- 1965: Kimba, der weiße Löwe (Fernsehserie)
- 1966: Chōhen Jungle Taitei (Film)